# Вільчиці (гміна)
Гміна Вільчице (пол. Gmina Wilczyce) — сільська гміна у східній Польщі. Належить до Сандомирського повіту Свентокшиського воєводства.
Станом на 31 грудня 2011 у гміні проживало 3836 осіб.

## Територія
Згідно з даними за 2007 рік площа гміни становила 69.94 км², у тому числі:
- орні землі: 89.00%
- ліси: 3.00%

Таким чином, площа гміни становить 10.35% площі повіту.

## Населення
Станом на 31 грудня 2011:
| Опис     | Загалом | Загалом | Чоловіки | Чоловіки | Жінки | Жінки |
| -------- | ------- | ------- | -------- | -------- | ----- | ----- |
| одиниця  | осіб    | %       | осіб     | %        | осіб  | %     |
| все      | 3836    | 100     | 1949     | 50.81    | 1887  | 49.19 |
| міське   | 0       | 100     | 0        |          | 0     |       |
| сільське | 3836    | 100     | 1949     | 50.81    | 1887  | 49.19 |

## Сусідні гміни
Гміна Вільчице межує з такими гмінами: Войцеховіце, Двікози, Ліпник, Образув, Ожарув.